# Cassidy Anderson
Cassidy Anderson (Provo, 16 dicembre 1979) è un pilota motociclistico statunitense partecipante al campionato AMA Supermoto, dove ha vinto un titolo nella categoria Lites (250cc) nel 2006 su Honda con il Team Troy Lee Designs.

## Palmarès
- 2004: 8º posto Campionato AMA Supermoto Unlimited (su KTM)
- 2005: 5º posto Campionato AMA Supermoto (su Honda)
- 2006: Campione AMA Supermoto Lites (su Honda)
- 2006: 10º posto X-Games Supermoto di Los Angeles (su Honda)
- 2006: 12º posto Extreme Supermotard di Bologna (su Honda)
- 2007: 7º posto Campionato AMA Supermoto (su Honda)
- 2007: 6º posto Superbikers di Mettet (su Honda)
- 2008: 4º posto Navy Moto-X World Championship (su Honda)
- 2008: 3º posto Campionato AMA Supermoto (su Honda)
- 2008: Vincitore Superbikers di Mettet (su Honda)
- 2009: 5º posto X-Games Supermoto di Los Angeles (su Honda)